# Shoubu
Shoubuは、理化学研究所のスーパーコンピュータである。PEZY ComputingとExaScalerによって開発されるExaScaler-1.4を用いた2PFlops級の液浸冷却システムを備えたシステムである。液浸冷却システムのため、同規模の計算能力の従来機よりも冷却効率が優れる。「勝負」にも通じる、古くから縁起の良い水辺の植物「菖蒲」にちなんだ名称。
2015年6月のTOP500では160位、11月には136位だった。
Green500では2015年6月から2016年6月まで1位、2016年11月は3位となっている。